# Karl Shuker
Dr. Karl P. N. Shuker, född den 9 december 1959, är en brittisk zoolog. Han arbetar som frilansande författare och konsult, med specialisering på kryptozoologi, för vilket han är internationellt erkänd. Han förekommer ofta i TV och radio. Kryptozoolog-forskaren Michael Newton sade att: "Shuker är i dag globalt erkänd som en författare och forskare på alla aspekter av faunan och oförklarade fenomen, arvtagare till Heuvelmans själv." 
Han studerade zoologi vid universitetet i Leeds och jämförande fysiologi vid universitetet i Birmingham. Han är medlem i många vetenskapliga och författarsällskap. Shuker har skrivit flera hundra artiklar, och tretton böcker. Hans skrifter har gjort att Shuker satt allmänhetens uppmärksamhet på ett stort antal kryptida som tidigare varit ganska okända. Bortsett från hans egna publikationer, är han zoologisk konsult för Guinness Rekordbok. En art av korsettdjuren, Pliciloricus shukeri, är uppkallad efter honom.

## Böcker
- Mystery Cats of the World, (1989)
- Extraordinary Animals Worldwide, (1991)
- The Lost Ark: New and Rediscovered Animals of the 20th Century, (1993)
- Dragons - A Natural History (1995)
- In Search of Prehistoric Survivors, (1995)
- The Unexplained, (1996)
- From Flying Toads To Snakes With Wings,
- Mysteries of Planet Earth, (1999)
- The Hidden Powers of Animals, (2001)
- The New Zoo: New and Rediscovered Animals of the Twentieth Century, (2002)
- The Beasts That Hide From Man, (2003)
- Extraordinary Animals Revisited, (2007)
- Dr Shuker's Casebook, (2008)

## Konsult för
- Man and Beast (1993)
- Secrets of the Natural World (1993)
- Almanac of the Uncanny (1995)
- The Guinness Book of Records/Guinness World Records (1997 - ); Guinness Rekordbok
- Mysteries of the Deep (1998)
- Guinness Amazing Future (1999)
- The Earth (2000)
- Monsters (2001)
- Chambers Dictionary of the Unexplained (2007)